# Sclerosi calcifica mediale di Mönckeberg
La sclerosi calcifica mediale di Mönckeberg è una forma di arteriosclerosi caratterizzata da depositi di calcio rinvenibili a livello della tonaca media delle arterie. È un esempio di calcificazione distrofica (non dovuta a condizione di ipercalcemia),  ma il suo significato clinico e la sua eziologia non sono state ancora comprese, in particolare la sua relazione con l'aterosclerosi e altre forme di calcificazione vascolare.
Deve il suo nome a Johann Georg Mönckeberg, il patologo tedesco che per primo la descrisse nel 1903.

## Epidemiologia
La prevalenza della malattia aumenta con l'età ed è più frequente in pazienti affetti da diabete mellito, malattia renale cronica, lupus eritematoso sistemico, malattie infiammatorie croniche, ipervitaminosi D e malattie genetiche rare quale la sindrome di Keutel. Nella popolazione generale la prevalenza è stimata all'1% e si basa sulla presenza di un rapporto tra la pressione arteriosa alla caviglia e quella al braccio superiore a 1,5, sebbene la validità di tale criterio sia ancora oggetto di discussione.

## Eziologia
Nei soggetti anziani è comune rinvenire un certo grado di calcificazione a livello del sistema cardiocircolatorio, soprattutto in presenza di alcune già citate malattie. Tali calcificazioni sono depositi di cristalli di idrossiapatite formatisi a causa di anomalie della regolazione del metabolismo del calcio e del fosforo. L'idrossiapatite viene secreta in vescicole che fuoriescono da cellule muscolari lisce della tonaca media delle arterie e da periciti periendoteliali. Il meccanismo con cui avviene la calcificazione vascolare non è stato compreso del tutto, ma probabilmente è dovuta ad alterazioni del fenotipo delle fibrocellule vascolari caratterizzate dalla formazione di nuclei di ossificazione. Tra le varie proteine implicate in questo processo sono state identificate l'osteopontina, l'osteoprotegerina, la fetuina-A, le proteine MGP (matrix gla protein) e TRAIL (TNF-related apoptosis-inducing ligand), il recettore dell'attivatore del NF-κB e il rispettivo ligando. Non è ancora stato chiarito se la sclerosi calcifica mediale di Mönckeberg sia un'entità nosologica distinta o se faccia parte di un ampio spettro di calcificazioni vascolari, tra le quali si ricordano l'aterosclerosi e le calcificazioni della tonaca intima, della lamina elastica interna, delle valvole cardiache e dei tessuti molli. La sua stessa esistenza è stata contestata e alcuni ritengono che possa essere una parte integrante della malattia aterosclerotica: la maggior parte delle placche aterosclerotiche contiene depositi di calcio e la calcificazione della lamina elastica interna è un reperto comune nei campioni bioptici e autoptici classificati come calcificazione di Mönckeberg. Tuttavia studi condotti su animali suggeriscono che la calcificazione prevalentemente localizzata alla tonaca media rifletta un meccanismo patogenetico proprio e che, nonostante il coinvolgimento della lamina elastica interna, la sclerosi calcifica mediale di Mönckeberg sia raramente caratterizzata da una patogenesi infiammatoria.

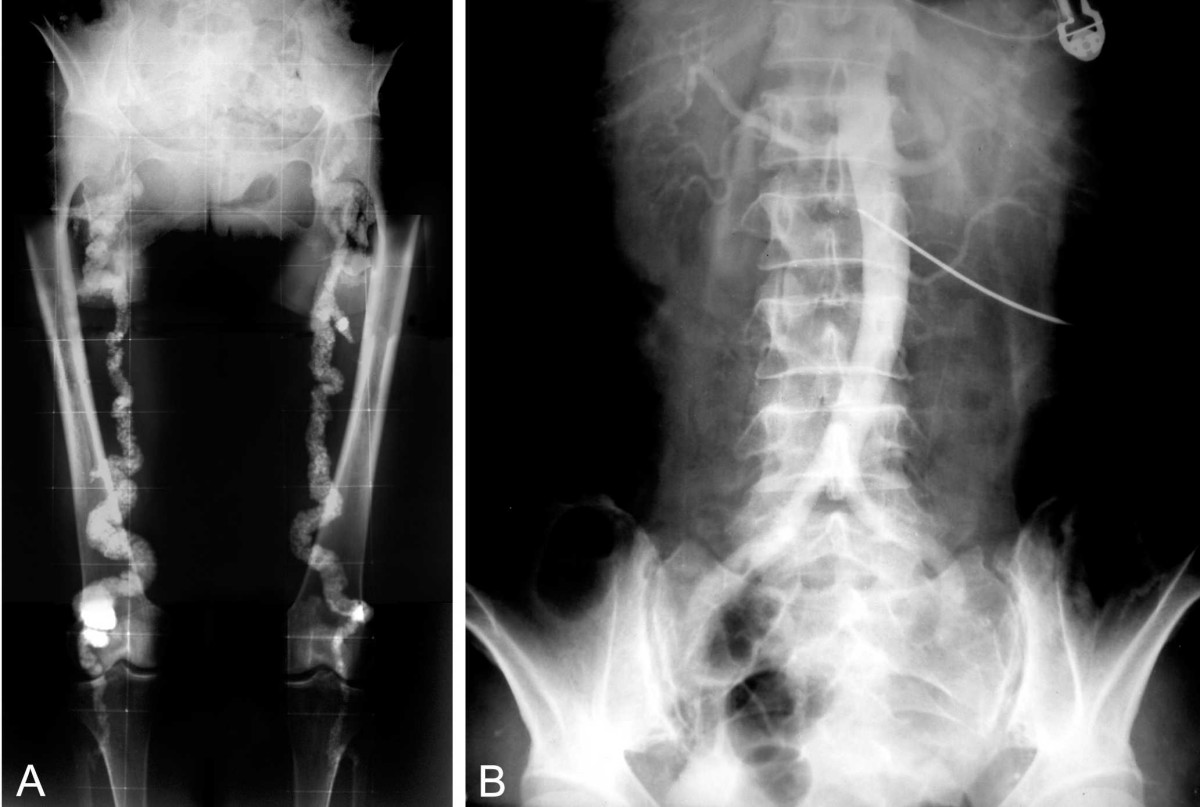
A. Radiografia della pelvi e degli arti inferiori. Sono visibili estese aree di calcificazione a livello delle arterie femorali
B. Aortografia translombare. È visibile l'ostruzione quasi totale di entrambe le arterie femorali.

## Clinica

### Segni e sintomi
Rimane tipicamente asintomatica finché non è associata ad altre malattie, in particolar modo l'aterosclerosi e la calcifilassi, portando a un peggioramento della prognosi. Ciò è dovuto probabilmente all'aumento della rigidità della parete arteriosa e della pressione di pulsazione conseguenti alla calcificazione vascolare che portano, in definitiva, a danneggiamento del cuore e dei reni.

### Esami di laboratorio e strumentali
La diagnosi è solitamente incidentale e può avvenire in seguito a una radiografia eseguita per altri motivi, durante l'esame autoptico o durante indagini svolte per diabete mellito o malattia renale cronica. Tipicamente le calcificazioni si osservano nelle arterie degli arti, ma possono essere presenti in numerose altre arterie di medio calibro. Le arterie radiale o ulnare possono presentarsi nella forma detta "a cannello di pipa", in cui il polso è palpabile solamente alla termine dell'area calcifica oppure con completa assenza di polso. Sulla base di studi epidemiologici si è arrivati a definire, come criterio diagnostico per la sclerosi calcifica mediale di Mönckeberg, la presenza di un indice caviglia-braccio superiore a 1,3 o 1,5 a seconda dello studio preso in considerazione.